# سيي جورج أولوفينجانا

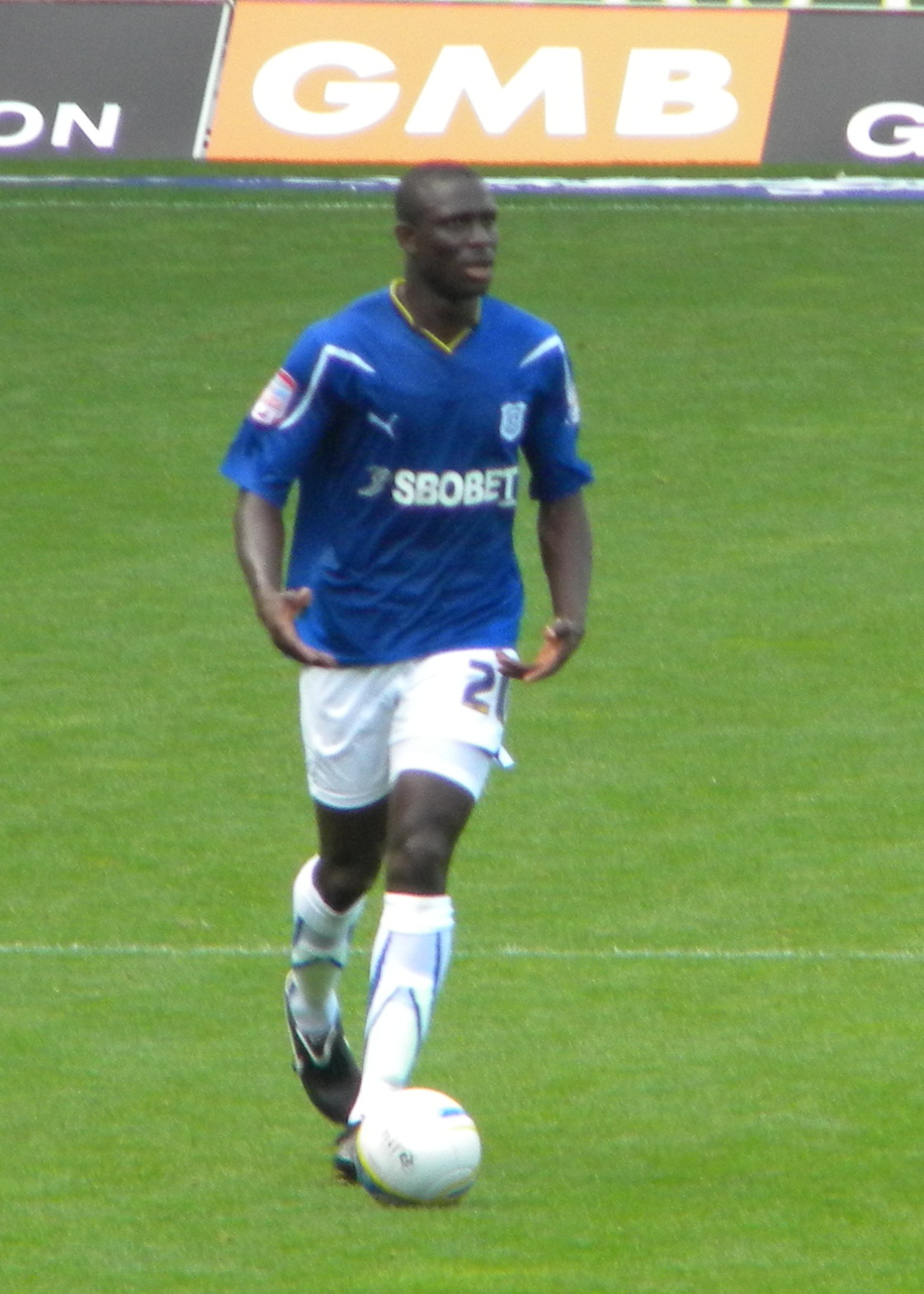
سيي جورج أولوفينجانا

أولواسيي جورج أولوفينجانا Seyi George Olofinjana (بالإنجليزية: Seyi Olofinjana)‏، من مواليد 30 يونيو 1980 في لاغوس في نيجيريا، لاعب كرة قدم نيجيري.
بدأ مسيرته الكروية مع نادي كراون أوغبوموسو، ولعب معهم حتى عام 1999، وفي عام 1999 انتقل إلى نادي كوارا يونايتد، ولعب معهم حتى عام 2002، وفي موسم 2003/2004 انتقل إلى نادي بران، ولعب معهم 34 مباراة وسجل 11 هدف، ومنذ عام 2004 وهو يلعب مع نادي وولفرهامبتون واندرز الإنجليزي.
منذ عام 2000 وهو يلعب مع منتخب نيجيريا لكرة القدم.

## روابط خارجية
- سيي جورج أولوفينجانا على موقع الاتحاد الدولي (مؤرشف)  (الإنجليزية)
- سيي جورج أولوفينجانا على موقع اتحاد النرويج (النرويجية)
- سيي جورج أولوفينجانا على موقع قاعدة بيانات كرة القدم.إي يو (الإنجليزية)
- سيي جورج أولوفينجانا على موقع ناشيونال فوتبول تيمز (الإنجليزية)
- سيي جورج أولوفينجانا على موقع Soccerbase.com (لاعب) (الإنجليزية)
- سيي جورج أولوفينجانا على موقع Soccerway.com (الإنجليزية)
- سيي جورج أولوفينجانا على موقع عالم كرة القدم.نت (الإنجليزية)
- سيي جورج أولوفينجانا على موقع كووورة
- سيي جورج أولوفينجانا على موقع AS.com (الإسبانية)